# Ausbau Weidendamm
Ausbau Weidendamm ist ein Wohnplatz im Ortsteil Damme der Gemeinde Grünow des Amtes Gramzow im Landkreis Uckermark in Brandenburg.

## Geographie
Der Ort liegt einen Kilometer westlich von Damme und vier Kilometer südöstlich von Grünow. Die Nachbarorte sind Damme im Osten, Falkenwalde und Kleinow im Südosten, Bietikow im Südwesten, Dreesch im Westen sowie Drense im Nordwesten.